# Albert Edelfelt
Albert Edelfelt (született: Albert Gustaf Aristides Edelfelt) (Porvoo, 1854. július 21. – Porvoo, 1905. augusztus 18.) svéd nemzetiségű, finn festőművész, grafikus, illusztrátor. Edelfelt szerzett először nemzetközi elismertséget a finn festészetnek. Portréi és történelmi tárgyú képei, a hétköznapi élet egyszerűségét, vagy a párizsi nyüzsgést bemutató képei egyaránt népszerűek.

## Élete
Edelfelt 1854-ben született a dél-finnországi Porvoo mellett, édesanyja családjának birtokán. Anyja, Alexandra Brandt egy tehetős kereskedő lánya, apja, a svéd születésű építész, Carl Albert Edelfelt volt. Edelfelt már gyerekkorában érdeklődést mutatott a festészet iránt, így szülei magánórákra járatták, majd a Finn Művészeti Egyesület iskolájába íratták be. Édesapja korai halála után, a család anyagi nehézségei ellenére is folytathatta tanulmányait, mert szüleinek barátai támogatást nyújtottak neki.
Érettségi után Helsinkibe került, s az egyetemen latint, görögöt és történelmet hallgatott, de egy év elteltével már csak az egyetemi rajziskolába járt be. 1873-1882 között állami ösztöndíjasként festészetet tanult Antwerpenben, Párizsban és Szentpéterváron. 1878-ban a Károly herceg gúnyolódik Klaus Fleming holttesténél című történeti tablója finn állami díjat nyert. Portréfestészete nagy sikert aratott a cári udvarban, s diplomáciai érzékének köszönhetően elérte, hogy az 1900-as Párizsi Világkiállításon Finnország saját standdal vehessen részt. Az ország ekkor még az Orosz Birodalom része volt, így hatalmas eredménynek tekinthető az önálló megjelenés.
A nők körében népszerű Edelfelt 1888-ban összeházasodott a nemesi származású Ellan de la Chapellennel. A párnak egy fia született. Edelfeltnek korábbi kapcsolataiból további két gyermeke volt. A kezdetben hűséges férfi idővel folytatta kicsapongó életmódját, ami a megterhelő munkatempójával súlyosbítva gyorsan egészsége romlásához vezetett.
Albert Edelfelt szívbénulás következtében, 51 éves korában hunyt el a Porvoo közelében vásárolt birtokán.

## Munkássága

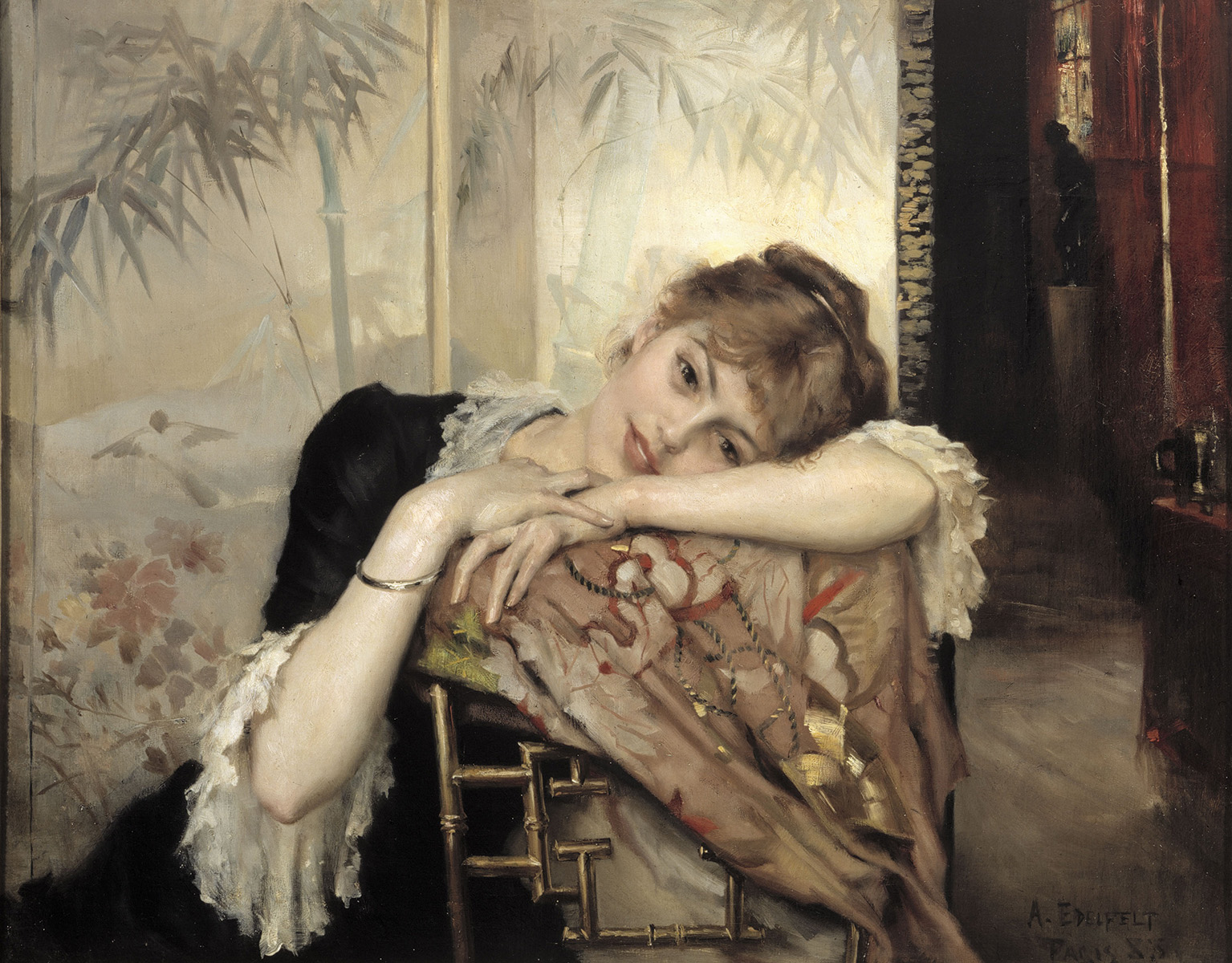
Párizsi szépség, 1883

A kor divatjának megfelelően Edelfelt kezdetben történelmi témájú képeket festett, majd lassan a romantikától a naturalizmushoz fordult. Vallási témájú képei miatt nem csak a világi, hanem az egyházi körökben is nagyra értékelték munkáit.
Az igazi világhírt – elsőként a finn festők közül – mégis a portréi hozták meg számára, ez a tevékenységi köre nyitotta meg előtte például a cári udvar kapuit is. Kiemelkedőek a húgáról (1876), Louis Pasteurről (1885) és Aino Acktéról (1901) festett arcképei. Részt vett több, Szentpéterváron rendezett kiállításon, így nem csak a fizetőképes keresletet adó nemesség, hanem a közemberek előtt is ismertté vált a neve. Illusztrátorként is jelentőset alkotott, többek között az 1890-es években Johan Ludvig Runeberg versgyűjteményéhez készített képeket. A Helsinki Egyetem dísztermét az ő freskója díszíti, amely a turkui egyetem felavatását ábrázolja.
Élete vége felé közeledett az impresszionistákhoz, de korai halála megakadályozta ennek kiteljesedését. Ekkorra Edelfelt az ország vezető festőjének számított, aki bátorította és támogatta is az akkoriban felbukkanó fiatal festőket.
Halála után tisztelői egyesületet, majd alapítványt hoztak létre emlékének ápolására. Egykori lakhelyén jelenleg a munkásságát bemutató múzeum működik.

## Fordítás
- Ez a szócikk részben vagy egészben  az   Albert Edelfelt című finn Wikipédia-szócikk fordításán alapul.  Az eredeti cikk szerkesztőit annak laptörténete sorolja fel. Ez a jelzés csupán a megfogalmazás eredetét és a szerzői jogokat jelzi, nem szolgál a cikkben szereplő információk forrásmegjelöléseként.
- Ez a szócikk részben vagy egészben  az   Albert Edelfelt című angol Wikipédia-szócikk fordításán alapul.  Az eredeti cikk szerkesztőit annak laptörténete sorolja fel. Ez a jelzés csupán a megfogalmazás eredetét és a szerzői jogokat jelzi, nem szolgál a cikkben szereplő információk forrásmegjelöléseként.